# Sara Gailli
Sara Gailli (Roma, 23 dicembre 2001) è una nuotatrice italiana, specializzata nello stile libero.

## Biografia
È allenata da Christian Minotti.
Agli europei di Budapest 2021, disputati alla Duna Aréna nel maggio 2021, si è aggiudicata la medaglia di bronzo nelle staffette 4x200 metri stile libero, disputando la finale con Stefania Pirozzi, Simona Quadarella e Federica Pellegrini, e 4x200 metri stile libero mista, con Stefano Ballo, Stefano Di Cola, Federica Pellegrini, Margherita Panziera, Stefania Pirozzi e Filippo Megli, senza disputare la finale.

## Palmarès
| Anno | Manifestazione | Sede     | Evento           | Risultato | Prestazione | Note  |
| ---- | -------------- | -------- | ---------------- | --------- | ----------- | ----- |
| 2021 | Europei        | Budapest | 200 m sl         | 40ª B     |             |       |
| 2021 | Europei        | Budapest | 400 m sl         | 18ª B     |             |       |
| 2021 | Europei        | Budapest | 4x200 m sl       | Bronzo    | 7'56"72     |       |
| 2021 | Europei        | Budapest | 4x200 m sl mista | Argento   | 7:29.35     | [ 2 ] |